# Nemacheilidae
Nemacheilidae, porodica riba Šaranki (Cypriniformes) raširenih poglavito u Euroaziji i svega dvije vrste u Africi, Afronemacheilus abyssinicus i Afronemacheilus kaffa. Porodici pripada 46 zasada poznatih i priznatih rodova s preko 600 vrsta.
Svi predstavnici ovih riba žive u slatkim vodama, a jedino je rod Labiatophysa prisutan i u boćatim vodama.

## Rodovi
1. Aborichthys Chaudhuri, 1913
2. Acanthocobitis Peters, 1861
3. Afronemacheilus Golubtsov & Prokofiev, 2009
4. Barbatula Linck, 1790
5. Claea Kottelat, 2011
6. Draconectes Kottelat, 2012
7. Dzihunia Prokofiev, 2001
8. Hedinichthys Rendahl, 1933
9. Heminoemacheilus Zhu & Cao, 1987
10. Homatula Nichols, 1925
11. Ilamnemacheilus Coad & Nalbant, 2005
12. Indoreonectes Rita & Bănărescu, 1978
13. Indotriplophysa Prokofiev, 2010
14. Iskandaria Prokofiev, 2009
15. Labiatophysa Prokofiev, 2010
16. Lefua Herzenstein, 1888
17. Longischistura Bănărescu & Nalbant, 1995
18. Mesonoemacheilus Bănărescu & Nalbant, 1982
19. Metaschistura Prokofiev, 2009
20. Micronemacheilus Rendahl, 1944
21. Nemacheilus Bleeker, 1863
22. Nemachilichthys Day, 1878
23. Neonoemacheilus Zhu & Guo, 1985
24. Oreonectes Günther, 1868
25. Oxynoemacheilus Bănărescu & Nalbant, 1966
26. Paracobitis Bleeker, 1863
27. Paranemachilus Zhu, 1983
28. Paraschistura Prokofiev, 2009
29. Petruichthys Menon, 1987
30. Physoschistura Bănărescu & Nalbant, 1982
31. Protonemacheilus Yang & Chu, 1990
32. Pteronemacheilus Bohlen & Ŝlechtová, 2011
33. Qinghaichthys Zhu, 1981
34. Schistura McClelland, 1838
35. Sectoria Kottelat, 1990
36. Seminemacheilus Bănărescu & Nalbant, 1995
37. Speonectes Kottelat, 2012
38. Sphaerophysa Cao & Zhu, 1988
39. Sundoreonectes Kottelat, 1990
40. Tarimichthys Prokofiev, 2010
41. Traccatichthys Freyhof & Serov, 2001
42. Triplophysa Rendahl, 1933
43. Troglocobitis Parin, 1983
44. Tuberoschistura Kottelat, 1990
45. Turcinoemacheilus Bănărescu & Nalbant, 1964
46. Yunnanilus Nichols, 1925

izvori za rodove